# Numancia de la Sagra
Numancia de la Sagra település Spanyolországban, Toledo tartományban. Numancia de la Sagra Pantoja, Yuncler, Yuncos, Illescas, Yeles, Esquivias és Borox községekkel határos. Lakosainak száma 5616 fő (2024).

## Népesség
A település népessége az utóbbi években az alábbiak szerint változott:
| Lakosok száma | 2778 | 3467 | 4107 | 4605 | 4951 | 4801 | 4755 | 4902 | 5287 | 5616 |
|               | 2001 | 2004 | 2007 | 2009 | 2012 | 2014 | 2017 | 2019 | 2022 | 2024 |